# Dampetrinae
Sous-famille
Les Dampetrinae sont une sous-famille d'opilions laniatores de la famille des Assamiidae.

## Distribution
Les espèces de cette sous-famille se rencontrent en Océanie et en Asie du Sud-Est.

## Liste des genres
Selon World Catalogue of Opiliones (02/06/2021) :
- Apygoplus Roewer, 1912
- Cadomea Roewer, 1940
- Cardwella Roewer, 1935
- Dampetrellus Roewer, 1927
- Dampetrus Karsch, 1880
- Dongmolla Roewer, 1927
- Dunkeriana Roewer, 1912
- Euwintonius Roewer, 1923
- Granobunus Roewer, 1912
- Heteropygoplus Roewer, 1923
- Hyamus Thorell, 1891
- Macrodampetrus Roewer, 1915
- Mermerus Thorell, 1876
- Metadampetrus Roewer, 1915
- Metahyamus Roewer, 1923
- Metamermerus Roewer, 1920
- Metamosoia Roewer, 1915
- Metanothippus Giltay, 1930
- Mosoia Roewer, 1912
- Neonothippus Roewer, 1912
- Nothippulus Roewer, 1923
- Nothippus Thorell, 1890
- Octobunus Roewer, 1923
- Pahangius Roewer, 1935
- Paradampetrus Giltay, 1930
- Paranothippus Roewer, 1912
- Sermowaius Roewer, 1923
- Simalurius Roewer, 1923
- Sudaria Roewer, 1923

## Publication originale
- Sørensen, 1886 : « Opiliones. » Die Arachniden Australiens nach der Natur beschrieben und abgebildet, p. 53–86.